# Kasbah d'Amergou
La kasbah d’Amergou (en arabe: قصبة أمركو أو أمرجو) est une forteresse médiévale, située au nord du Maroc, sur le territoire de la commune rurale Moulay Bouchetta al-Khammar de la province de Taounate.
Mentionnée par les chroniqueurs dès le XIIe siècle, la forteresse fait partie d’un arsenal de constructions militaires employées entre le XIe siècle et le XIIe siècle par l'empire almoravide afin de contrecarrer les insurrections des tribus rebelles installées au nord du Maroc et faire face à la montée en puissance des Almohades,,. La kasbah est également connue comme étant un dernier refuge à plusieurs armées durant les époques almohade, mérinide et saadienne.
L'origine et les influences d'Amergou font encore débat. Certains historiens, dont Henri Terrasse, attribuent la paternité du site aux Almoravides et décèlent des influences andalous-chrétiennes dans la construction de certaines parties de la kasbah, notamment quelques éléments rappelant les châteaux forts féodaux. Des travaux récents,, contestent néanmoins cette affirmation ainsi que son attribution aux Almoravides et suggèrent des influences plutôt orientales.
Classé patrimoine national depuis 1930. Le site est ouvert aujourd'hui au public et aux tournages cinématographiques après l’achèvement de sa restauration partielle.

## Topographie
À 73 km nord-ouest de Fès et à 65 km ouest de Taounate, dans la commune rurale de Moulay Bouchetta al-Khammar se dresse la forteresse au sommet du mont Imergou d’environ 640 m d’altitude. Cette élévation lui permet de dominer toute la plaine de l’Ouergha et les régions environnantes, faisant de ce lieu un point militaire hautement stratégique. L’emplacement est de fait soigneusement choisi. En plus de l’élévation du site, la construction de la forteresse s’intègre à la morphologie du terrain dans la mesure où elle suit la longueur de l’éperon du mont Imergou en dressant ses courtines tout au long des crêtes rocheuses séparant les versants du sommet et en implantant des tours à chacun des angles du mont. Ceci lui permet de rendre le relief raid avantageux aux occupants de la forteresse à l’instar des fortifications médiévales du bassin de la Méditerranée.
Dotée d’un climat subhumide, la région dans laquelle est implantée la casbah jouit d’immenses plaines arables traversées par la rivière Ouergha, ainsi que de plusieurs espaces forestiers où l’on trouve multiples espèces de chênes. Ceci permit le développement de diverses communautés rurales tout au long de l’histoire du Maroc. Selon H. Terrasse, l’implantation d’une forteresse au milieu de cet espace résulterait donc d’une volonté de vouloir garder un œil sur les tribus des plaines de l’Ouergha.    

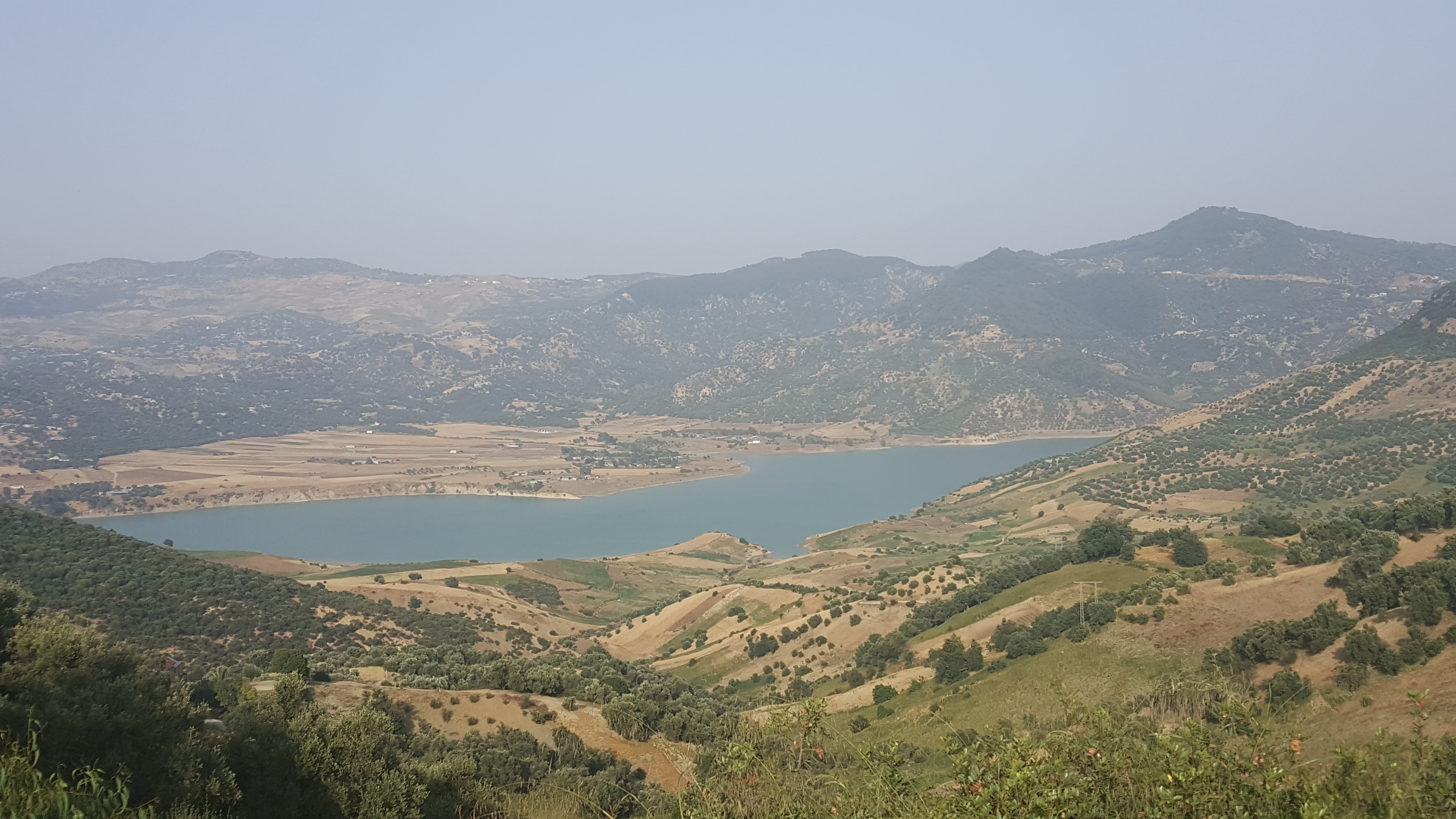
Le lac créé par le barrage Al-Wahda.

Inexistant au Moyen Âge, cette région bénéficie aujourd’hui, et ce depuis 1997, d’un large barrage appelé Al-Wahda dont l’affluent principal est la rivière Ouergha. Située à quelques kilomètres de la forteresse, cette infrastructure, en plus d’avoir créé un réservoir d’eau utile à l’irrigation, permet de contrôler les crues récurrentes de ladite rivière tout en fournissant à la région une source d’énergie hydraulique. Le lac créé par ce barrage est visible depuis la kasbah d’Amergou.
En bas de la forteresse se trouve un petit village portant le même nom, Douar Amergou, et à 3 km au sud se situe le village Moulay Bouchetta al-Khammar. Ce dernier porte le nom et abrite le mausolée d’un saint de la région dont la traduction signifierait "l’enivré, seigneur de la pluie". Selon Paul Odinot, la légende de ce saint remonte au XVIe siècle et le mot enivré (al-Khammar/Ghommar) porterait principalement le sens figuré de transe religieuse, mais n’empêche pas le sens initial d’ivresse.  

### Accès au site
Le site est accessible via plusieurs routes rurales. Venant de Taounate, il faut prendre d’abord la N8 par le sud de la ville puis se diriger à l’ouest en empruntant la R408 jusqu’au village Moulay Bouchetta el-Khammar. Cette même route relie ce village avec Ouezzane au nord. Venant de Fès, il faut d’abord prendre la R501 jusqu’au village Sidi Daoud, puis soit prendre la R506 qui débouche sur la route P5307; soit continuer jusqu’au village Moulay Abdelkrim ensuite prendre la R408 jusqu’au village Moulay Bouchta el-Khammar. Au nord de cette commune rurale se trouve le petit village de Douar Amergou. Une route pavée a été aménagée allant du village jusqu’à un parking situé au bas du mont Imergou. De là, un sentier de quelques minutes de marche mène directement à la forteresse.

## Histoire

### Fondation
Vu sa nature propice à la vie sédentaire, la région dans laquelle est implantée la forteresse est peuplée bien avant sa construction. Plusieurs sites majeurs de l’histoire marocaine se trouvent aux alentours d’Amergou. L’une des plus anciennes est la capitale de la Maurétanie antique, Volubilis qui se situe aux environs de 87 km au sud-ouest de la casbah. Viennent s’ajouter à la capitale Ain Schkour ainsi que Tocolosida qui n’y sont pas loin. L’emplacement d’Amergou dans la région de l’Ouergha et sa proximité avec ces sites antiques l’auraient de fait confondue aux yeux de certains géographes, tels Paul Odinot et La Martinière, avec des fortifications romaines. En effet, ce dernier place le poste de Prisciana à l’emplacement actuel de la kasbah, attribuant ainsi sa construction aux Romains. Cependant, les chroniqueurs arabes des époques médiévales et subséquentes ainsi que les chercheurs qui ont étudié ce site, s’accordent tous sur l’origine et le caractère médiévaux de cette forteresse.

#### Une origine pré-almoravide?
Depuis 2010, l'origine d’Amergou fait débat chez les chercheurs. Manuel P. A. Almansa remet en question la parenté almoravide de cette forteresse. Pour ce dernier, l’interprétation de certaines sources historiques arabes est problématique, notamment celle d’al-Baydaq et le livre Kitab al Istibsar, sur lesquelles se seraient basés les historiens pour affirmer la construction de la forteresse par les Almoravides comme ligne de front contre les Almohades. Par exemple, la source Kitab al Istibsar, où les Almoravides figurent comme étant les bâtisseurs de cette forteresse est pour lui éloignée chronologiquement de l’ère de cette dynastie et serait par conséquent fortement influencée par une tradition orale non fiable. M. Almansa situe en effet ce livre aux environs du XVIIe siècle, alors que la dynastie des Almoravides prend fin vers la deuxième moitié du XIIe siècle. Il relève également des différences de construction entre cette forteresse et celles de Zagora et Tasghimout, qui toutes deux sont attribuées aux Almoravides. Pour soutenir davantage sa thèse, il établit des parallélismes architecturaux entre Amergou et les murailles de la ville idrisside Al-Basra et ceux de Dimna dans la région de Tanger, nommément l’utilisation exclusive de la pierre, du moellon dégrossi et le recours aux tours circulaires. Ainsi, en relevant des influences de la Méditerranée orientale, M.P.A. Almansa affirme qu’Amergou se rapproche beaucoup plus du style de construction idrisside ou fatimide que du style almoravide. Il éloigne de fait l’interprétation d’Henri Terrasse selon laquelle l’architecture d’Amergou serait d’influence hispano-chrétienne probablement due à la présence de milices chrétiennes au service des Almoravides. M.P.A. Almanasa, suggère donc une datation pré-almoravide, possiblement idrisside ou fatimide.

#### Paternité almoravide
La paternité pré-almoravide est écartée cependant par des études récentes,. Un collectif de trois chercheuses portugaises ainsi que la chercheuse espagnole María Marcos Cobaleda s’accordent sur les origines almoravides d’Amergou. Elles assertent d’abord que le caractère tardif de la source Kitab al Istibsar, suggéré par M. Almansa, est erroné. Pour elles, ce livre est chronologiquement proche des Almoravides pour plusieurs raisons. D’abord le livre lui-même mentionne son écriture faite au XIIe siècle par le biais d’un réviseur (An-Nazir); vient ensuite la mention du livre par des écrivains ayant vécu avant le XVIIe siècle, comme Al-himyari (XIVe siècle) ainsi que Léon l'Africain (XVe-XVIe siècle). Dans une récente réédition de Kitab al Istibsar, le chercheur Saad Zaghloul Abdel-Hamid note également une mention de ce livre dès le début du XIVe siècle dans Rawd al-Qirtas d’Ibn Abi Zar. De fait, ces éléments sont pour ces chercheuses suffisants afin d’attester de l’ancienneté de cette source et de mettre en doute le premier argument de M. Almansa selon lequel le livre serait fortement influencé par une tradition orale peu fiable. En outre, ayant toutes quatre étudié récemment le site almoravide d’Algesiras, ces chercheuses ont pu relever des similitudes architecturales entre les fortifications de cette ville andalouse et celles du Maroc, notamment celle d’Amergou et de Tasghimout. Leurs études se rejoignent pour affirmer que les méthodes de construction ainsi que l’architecture de ces trois sites sont témoins de leurs origines almoravides,, écartant ainsi le deuxième argument de M. Almansa et rejoignant par là-même l’interprétation historique d’Henri Terrasse.
Les quatre chercheuses sont toutefois d’accord avec M. Almansa sur la différence chronologique entre la forteresse d’Amergou et celle de Tasghimout. Sauf que pour elles, cet écart s’expliquerait simplement par une évolution des techniques de construction des Almoravides entre le règne de Youssef Ibn Tachfin et de son fils. La fondation de la forteresse d’Amergou reviendrait selon elles au fameux émir almoravide Youssef Ibn Tachfin alors que celle de la casbah de Tasghimout serait l’œuvre de son fils Ali Ibn Youssef,. Ainsi, ces chercheuses donnent raison à la version de Henri Terrasse et d'E. Lévi Provençal selon laquelle Youssef Ibn Tachfin aurait construit Amergou au cours du XIe siècle afin de contrôler des tribus rebelles installées au nord-ouest de l'actuel Maroc. Ce qui confirme davantage cette assertion à leurs yeux est la similitude d’Amergou avec les constructions militaires de l’époque de cet émir, notamment Qasr al-Hajar à Marrakech et les fortifications d'Algésiras.

### Le rôle défensif contre les Almohades
Après la mort de Youssef Ibn Tachfin, L’empire Almoravide ne connaît relativement qu’une brève période de paix au sud du détroit de Gibraltar. Durant le règne de son fils Ali ben Youssef, un mouvement religieux et militaire se développe en 1120 dans le Haut-Atlas. Ce mouvement, dont le chef, Ibn Tumart, se proclame étant le mahdi attendu des Musulmans, se donne pour but de les unifier. C’est ainsi que naît le conflit opposant les Almoravides aux Almohades (les unificateurs). Durant cette lutte, plusieurs fortifications servent à contrecarrer la montée en puissance des Almohades. Il est rapporté par Al-Baydaq que la forteresse d’Amergou joue un rôle défensif durant cet épisode, précisément pendant les années 1241-1242. Au cours de cette période, les Almoravides font face à plusieurs mouvements hostiles, l’un au nord menés par les rois chrétiens, et l’autre au sud dirigé par le successeur d’Ibn Tumart, Abd al-Mumin Ibn Ali. Cette situation s’aggrave avec la mort d’Ali ben Youssef en 1243 qui accélère la chute des villes clés des Almoravides. En effet, peu d’années après sa mort, entre 1245 et 1247, Tlemcen, Oran, Marrakech et Fès tombent dans l’emprise des Almohades. Durant cette date, Amergou réapparaît à nouveau dans les chroniques d’al-Baydaq jouant le rôle de refuges aux derniers Almoravides chassés de Fès. Les Almohades, dirigés par Abd al-Mumin Ibn Ali, finissent éventuellement par s’emparer de la casbah.

### Le dernier retranchement des rebelles mérinides
Depuis l’ère almohade, l’on ne connaît que peu sur le rôle historique d’Amergou puisqu’elle n’apparaît que ponctuellement chez les chroniqueurs comme étant un lieu de refuge à quelques forces rebelles. Une chronique anonyme des Mérinides sous le titre Al-Dhakhira al Saniya fi Tarikh al Dawla al Mariniya (الذخيرة السّنية في تاريخ الدولة المرينية – Le Trésor Magnifique Sur L’Histoire de l’État Mérinide) rapporte par exemple qu’en 1270-71, durant le règne mérinide, la forteresse est connue pour avoir abrité des membres de la famille royale en fuite après s’être insurgés contre l’émir de l’époque. Il indique que les rebelles, menés par Mohammed Ibn Idriss Ibn Abd Al Haq et Moussa Ibn Rahou Ibn Abd Al Haq se sont retranchés dans la forteresse d’Amergou. Ils sont alors poursuivis d’abord par le fils de l’émir, Abu Yaqub Yusuf an-Nasr, qui mobilise 5000 chevaliers à cette fin. Son frère, Abu Malik, le rejoint lors du second jour du siège en apportant avec lui 5000 chevaliers supplémentaires. Au troisième jour du siège, le livre rapporte que l’émir Abu Yusuf Yaqub ben Abd al-Haqq, s'est déplacé lui-même depuis Marrakech avec d’autres troupes afin d’écraser la rébellion. Cette opération dure deux jours supplémentaires. Après moins d’une semaine de siège, les rebelles se sont rendus une fois avoir obtenu la promesse d’amnistie de la part de l’émir à condition de s’exiler à Tlemcen.

### Enterrement de Mohammed Chaoui et conflit interne des Saadiens
Durant l’ère saadienne (XVIe-XVIIe siècle) le domaine immédiat de la forteresse d’Amergou connaît un développement religieux et démographique qui perdura jusqu’à présent. À peine 3 km au sud de la casbah l’on enterre en 1589 Mohammed Ibn Moussa Ach-Chaoui, un saint et précepteur de la région. Il avait comme disciple Sidi Mohammed el Hadj el-Baqqal qui aurait joué un rôle non négligeable dans la région de Ghomara pendant le conflit interne de succession des Saadiens. L’enterrement d’Ach-Chaoui a fondé autour de lui la légende de Moulay Abu As-Sita / Moulay Bouchta. Ce surnom signifiant "seigneur/père de la pluie" vient d’un "miracle" de la part d’Ech-Chaoui qui aurait fait tomber la pluie pendant une période de sécheresse. Il devient de fait un saint patron de la région et un mausolée est construit à son honneur où des moussems sont organisés périodiquement.

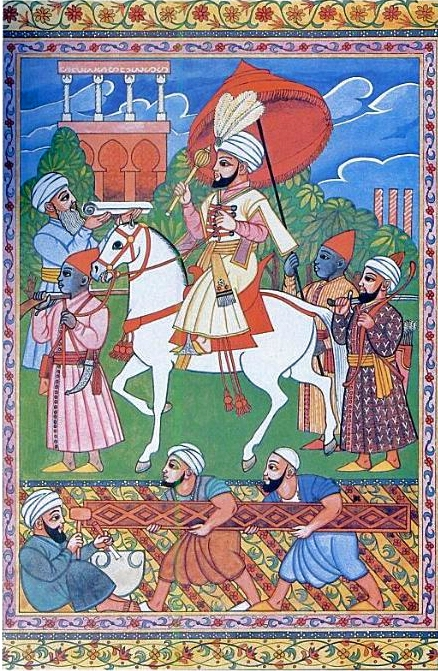
Le sultan Ahmed el-Mansour dont le fils serait réfugié probablement à Amergou

C’est à travers ce lieu saint que sera mentionnée indirectement la forteresse d’Amergou dans des chroniques traitant de la période saadienne. Il est relaté par exemple par Mohamed el Saghir al-Ifrani (XVIIe-XVIIIe siècle) dans Nuzhat el Hadi (نزهة الحادي بأخبار ملوك القرن الحادي) ainsi que par Abou El Kacem Zayani (XVIIIe-XIXe siècle) dans son livre, al-Turguman al-mu'rib 'an duwal al-Masriq wal Magrib (الترجمان المعرب عن دول المشرق والمغرب), que le mausolée de Moulay Bouchta fut la scène d’une bataille entre Saadiens. Mohammed ech-Cheikh el-Mamoun, gouverneur de Fès à l’époque, réfute l’autorité de son père, le sultan Ahmed al-Mansour, déclenchant ainsi un conflit avec lui. Quand le fils d’Al-Mansour apprend l’arrivée imminente de son père au moment où il n’avait que peu de soldats à sa disposition, il quitte Fès fuyant vers les montagnes de Fechtala. Il se réfugie alors au mausolée de Moulay Bouchta aux environs de 1603. Suivant les instructions d’Al Mansour, le pacha Judar et le caïd Mansour Nabili le suivent et se battent contre lui jusqu’à sa défaite qui déboucha sur son emprisonnement. Vu la nature non défensive du mausolée, une interprétation récente de cet événement propose que la bataille se soit déroulée au Casbah d’Amergou qui aurait été utilisée comme dernier refuge au fils du sultan avant sa capture.

## Architecture

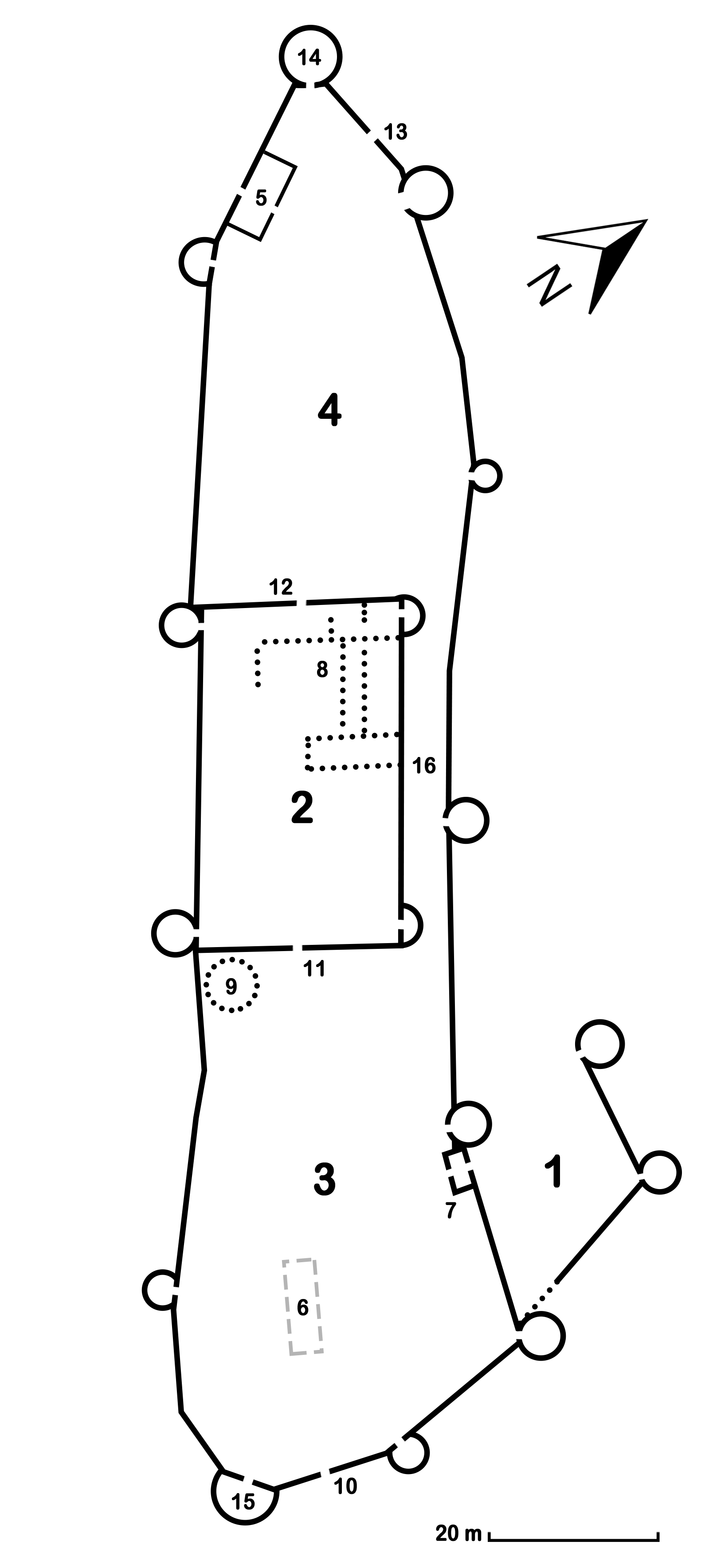
Plan vertical de la fortification de la kasbah et de son réduit central.

L’architecture de la casbah d’Amergou présente quelques différences avec les forteresses et fortifications de l’époque médiévale encore debout au Maroc. Ceci lui attribue un caractère assez atypique et curieux. En effet, son plan, son organisation ainsi que son mode de construction soulèvent plusieurs questions et interprétations quant à son origine et ses influences.
La forteresse suit un plan irrégulier qui s’intègre à la topographie de l’éperon du mont Imergou sur lequel elle est bâtie. Cela lui procure plus de longueur que de largeur et lui permet de dresser des courtines tout au long des crêtes rocheuses, séparant chacun des versants du sommet, obtenant de ce fait une forme polygonale avec plusieurs angles défensifs. La surveillance ainsi que la défense du site sont renforcées par seize tours circulaires (n°14) et hémisphériques (n°15) aux dimensions inégales. La superficie totale de l’ensemble se situe selon H. Terrasse aux environs de 225 x 62 m soit presque 1,4 hectare. En se basant sur les vestiges du site, la casbah peut être divisée en quatre parties:

### 1. L'avant-mur
C'est un espace situé au nord-est qui comprend deux tours jointes par une courtine. Une autre édifiée à l’est les rattache à l’enceinte principale. Cet espace ne présente toutefois aucune fermeture à son angle ouest. Par ailleurs, une ouverture (n°7) jouxte une des tours de l’enceinte centrale et donne ainsi un accès direct à cet espace. Cette composition curieuse suscite plusieurs interprétations. Certains, dont H. Saladin, l’ont comprise comme une sorte de barbacane; d’autres, comme H. Terrasse, pensent que c’est également une forme précurseuse des tours albarranes; enfin, restes ceux qui, à la manière de M. Almansa, réfutent ces deux interprétations et préconisent une étude plus approfondie de cette partie.

### 2. Le réduit

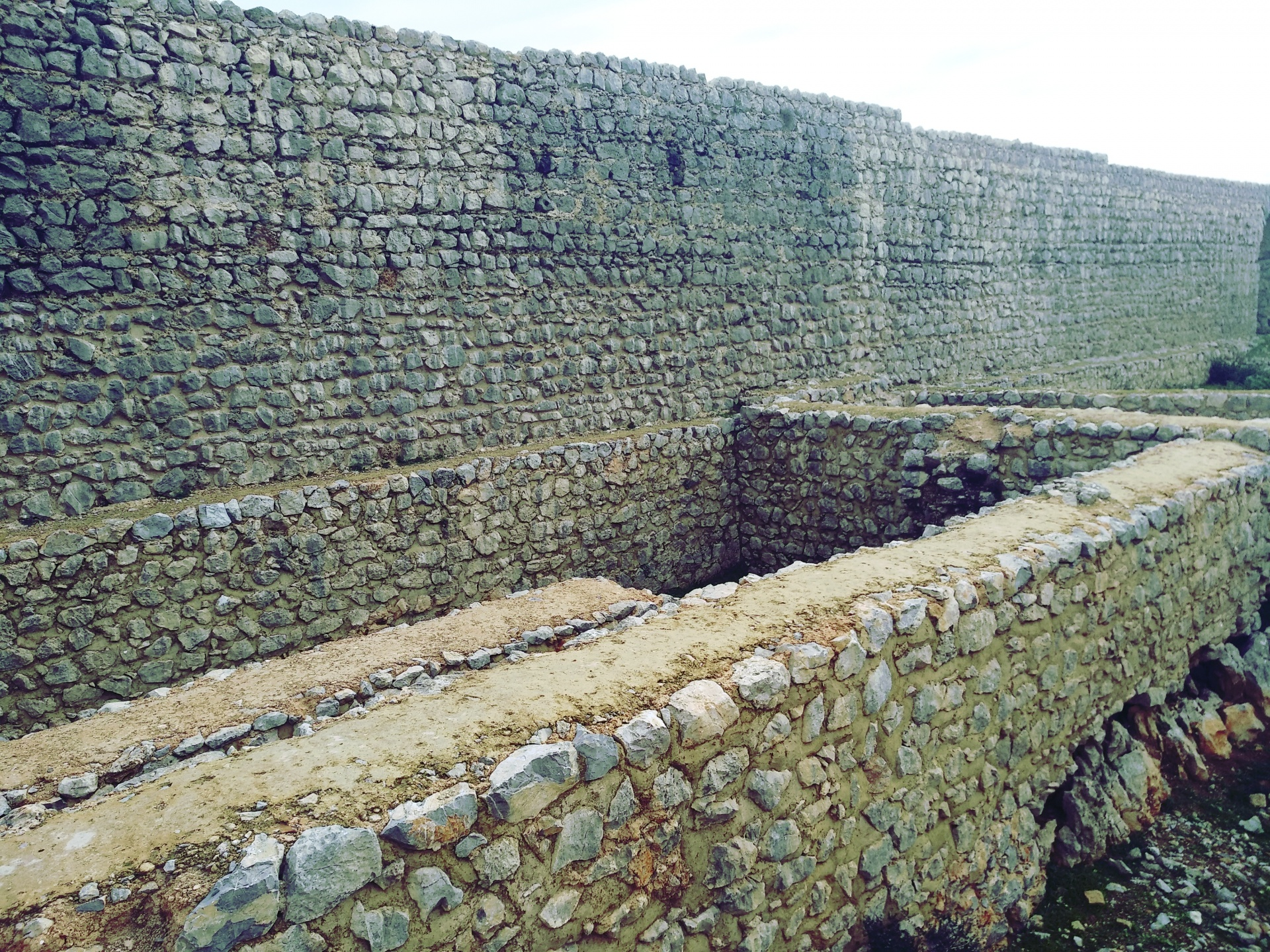
Intérieur du réduit central.

L’intérieur de la forteresse comprend une structure centrale qui découpe quasiment l’ensemble en trois espaces. De forme carrée, ce réduit partage sa partie sud, composée de deux tours circulaires jointes par une courtine, avec le reste de l’enceinte. Sa partie nord, constituée de deux tours hémisphériques jointes par une autre courtine, est toutefois séparée de la partie nord de l’enceinte générale créant ainsi un couloir étroit (n°16) qui relie les deux extrémités de la casbah. Cet espace est percé de deux portes (n° 11 et 12), l’une en face de l’autre, ouvrant sur les deux flancs de la forteresse. Les vestiges à l’intérieur du réduit (n°8) permettent d’entrevoir les restes de murs de séparation. Certains y voient également la présence d’un silo. L’emplacement, la forme ainsi que l’aménagement de ce lieu donnent naissance à de multiples hypothèses sur sa nature et sa fonction. H. Saladin suppose que cet espace aurait servi comme logis aux occupants de la forteresse; H. Terrasse affirme quant à lui que le réduit forme un donjon. M. Almansa conteste cependant cette dénomination pour manque de preuves solides de la part de H. Terrasse.

### 3. L'espace du sud-est
Formant une grande cour, il donne accès à l’extérieur via deux portes, l’une (n°7) au nord s’ouvrant sur l’espace n°1 et une à l’est (n°10) flanquée de deux tours. On trouve au milieu de la cour un espace creusé de forme rectangulaire (n°6) laissant penser que l’approvisionnement de la casbah en eau viendrait d’une probable citerne aménagée à cet endroit. La récente réhabilitation du site a permis entre autres de dégager et restaurer la base d’une structure circulaire à l’angle sud-ouest de cet espace (n°9). Toutefois, aucun des chercheurs susmentionnés ne l’a évoquée.

### 4. L'espace du nord-ouest
À l’instar de la cour du sud-est, cette partie de la forteresse comporte deux ouvertures. L’une est située tout au nord (n°13); l’autre est relativement en face d’elle, dont il s’agit probablement de l’entrée principale (n°5). Elle se caractérise par deux arcs en fer à cheval reliés par un couloir voûté. Ce dernier est flanqué de deux pièces (n°5). La première de forme rectangulaire au nord-ouest, et une deuxième de forme carrée au sud-est. Hormis ces deux petites constructions, aucune trace d’autres structures n’est visible ou n’a été relevée dans les descriptions des chercheurs susmentionnés.

### Style architectural
Le matériau de choix dans la construction d’Amergou sont la pierre et le moellon dégrossi. On retrouve ces deux éléments dans l’édification de ses courtines, bastions et ouvertures. Une utilisation probable de stuc comme revêtement n’est pas à écarter vu sa présence sur certaines parties de l’enceinte. L’utilisation de la pierre n’est toutefois pas exclusive puisque quelques ouvertures sont bâties à l’aide de briques rouges. Hormis la porte sud-est, ce matériau est utilisé dans toutes les portes extérieures; les deux portes donnant accès au réduit; ainsi que dans quelques fenêtres des tours. L’ouverture des murs s’est faite à Amergou sous deux formes, un arc dit plein cintre donnant accès à toutes les tours et formant quelques portes extérieures; et un arc outrepassé brisé appelé également arc en fer à cheval formant l’entrée principale de la forteresse (n°5) ainsi que la porte donnant accès à l’espace nord-est (n°7). Ce type d’arcs se retrouve aussi comme élément décoratif dans la porte du côté ouest du réduit (n°12).

### Influences
Se basant sur la présence de milices et/ou de renégats chrétiens, notamment de la péninsule ibérique, au service des Almoravides, H. Terrasse suppose que l’architecture d’Amergou est fortement influencée par celle des châteaux forts de l’Europe médiévale. Pour lui, l’utilisation de la pierre, la présence d’un réduit et d’un avant-mur défensif au nord-est, qu’il considère respectivement comme donjon et barbacane, ainsi que le recours aux tours hémisphériques sont les preuves d’une nette influence hispano-chrétienne. Les récentes études,, mentionnées plus hauts contestent toutefois cette affirmation. Pour M. Almansa, la présence du réduit s’expliquerait plutôt par la construction en étapes de la casbah: les bâtisseurs aurait probablement commencé par la construction du réduit central pour ensuite le renforcer par l’enceinte qui domine l’éperon pour enfin terminer avec un avant-mur défensif comprenant deux tours au nord-est. Ensuite, M. Almansa asserte que les tours hémisphériques des châteaux forts en Espagne, que H. Terrasse propose comme possibles sources d’influences féodales, ne sont pas plus anciennes que celles du Maghreb. Il établit enfin des parallélismes entre Amergou et des fortifications pré-almoravides en Méditerranée, au Maghreb et surtout celles présentes au Maroc, comme celles de la ville idrisside Al-Basra et de la ville Dimna. Elles sont elles aussi bâties avec de la pierre et ne comportent que des tours hémisphériques. Pour lui, cela indiquerait une influence de la Méditerranée orientale en donnant comme preuve des similitudes avec les fortifications fatimides, aghlabides, omeyyades et byzantines.

## De nos jours
- Le site est classé patrimoine national depuis le 16 janvier 1931 par le Dahir du 10 décembre 1930[8].
- Le ministère de la Culture et de la Communication – Département Culture – du Maroc a annoncé en 2019 l’ouverture du site au public et au tournage cinématographique et documentaire après la restauration partielle et la réhabilitation de la forteresse entamées quelques années auparavant. Environ deux millions de dirhams ont été alloués à cette fin[8].

## Pour en savoir plus

#### Publications sur la forteresse d'Amergou
G. Camps, “Amergou ”, Encyclopédie berbère, 4 | 1986, 589-590. Lire en ligne (consulté le 28 août 2021).
Lévi-Provençal, Evariste, Les ruines almoravide du pays de l’Ouergha, Bulletin Archéologique, 1918
(es) Manuel Pedro Acién Almansa, "La fortaleza de Amergo (Marruecos) ¿Otro ejemplo de influencia hispánica en el Magreb?", sur www.Issuu.com, 2010, Lire en ligne, (consulté le 28 août 2021)
Paul Odinot, "Moulay Bouchta - Amergou", in Nord-Sud, Casablanca, Nord-Sud, p. 31. lire en ligne, (consulté le 28 août 2021)
Saladin, Henri, Note sur un essai d'identification des ruines de Bani-Teude, Mergo, Tansor et Angla : situées dans la région de l'Ouerghia (subdivision de Fez) [Maroc] et relevées par le Capitaine Odinot, Bulletin Archéologique, 1916.
Terrasse, H., "la forteresse almoravide d’Amergou", in Al Andalus, t. XVIII, 1953.

#### Publications générales sur le thème de l'architecture médiévale
Marçais, G., L’architecture musulmane d’Occident, Paris, Arts et métiers graphiques, 1954.
Mesqui, J., Châteaux d’Orient: Liban Syrie, Paris, Hazan, 2001.